# Franz Aigner (Physiker)
Franz Aigner (* 13. Mai 1882 in St. Pölten, Niederösterreich; † 19. Juli 1945 in Wien) war ein österreichischer Physiker und Hochschullehrer.
Franz Aigner studierte an der Universität Wien und wurde 1907 zum Dr. phil. promoviert. Er war Assistent bei Gustav Jäger, ab 1925 wirkte er als ao. Professor an der Technischen Hochschule Wien, ab 1930 als o. Professor für technische Physik. Er machte sich in den folgenden Jahren insbesondere um die Entwicklung des Radiowesens verdient. 1938 wurde Aigner Professor der Hochfrequenztechnik am Elektrotechnischen Institut und 1939 Direktor des Schwachstrominstitutes an der Hochschule. Er überfiel mit einigen Nationalsozialisten nach dem Anschluss Österreichs seinen jüdischen Kollegen Felix Ehrenhaft. 1945 musste Aigner seine Position aufgeben und beging Suizid, seine Frau tat es ihm einen Tag später gleich. Er wurde auf dem Hernalser Friedhof bestattet.